# Garm

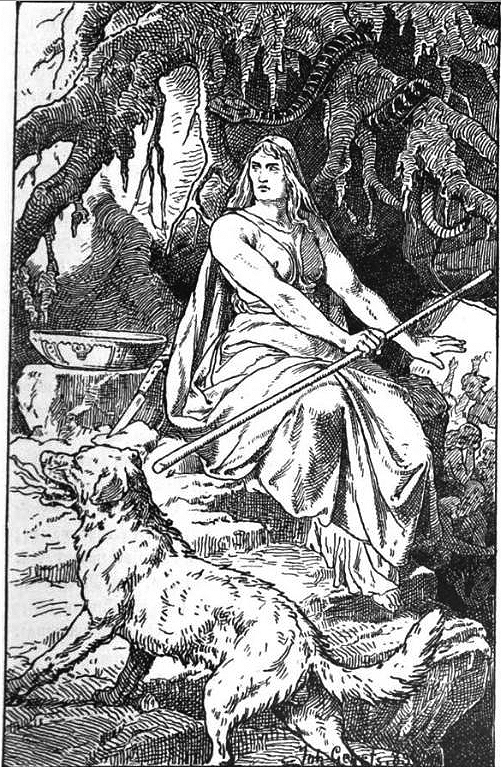
Garm bewacht den Eingang zur Unterwelt. Zeichnung Hel von Johannes Gehrts (1889)

Garm (altisländisch: Garmr) ist in der nordischen Mythologie der Hund, der den Eingang zur nordischen Unterwelt Hel bewacht.
Garm wird in der nordischen Mythologie mit der Endzeitvision in Verbindung gebracht. Antike Einflüsse des Höllenhundes Kerberos dürften eine Rolle gespielt haben. Garm ist der Hund der Totengöttin Hel, Herrscherin der Unterwelt und bewacht am Totenfluss Gjöll den Eingang zur Unterwelt, wobei er in der Höhle Gnipahellir (deutsch: überhängende Höhle) haust. Er stürzt sich auf jeden, der sich der Unterwelt nähert. Odin begegnet ihm auf seinem Ritt nach Niflheim. Am Tag des Weltunterganges (Ragnarök) wird sich Garm unter grässlichem Geheul losreißen und an der Seite der Riesen gegen die Asen kämpfen. Im Zweikampf mit Tyr finden beide den Tod. Einige Autoren betrachten Garm als ein Synonym für den Fenrir.

## Isländische Sagen
Garm taucht in der alten isländischen Dichtung als Figur nur wenige Male auf.
In der Völuspá, dem ersten Götterlied aus dem Codex Regius, dessen Entstehungszeit etwa 1000 n. Chr. datiert werden kann, wird die Insel Lyngvi, auf der Loki und der Fenrir in der Höhle Gnipahelli angekettet sind, von Garmr bewacht, einem riesigen Hund, der laut heult, wenn die Ketten von Loki und Fenrir vor dem drohenden Weltuntergang zu brechen drohen:
Gedicht (altnordisch)
Geyr nú Garmr mjǫk
fyr Gnipahelli,
Festr man slitna,
en Freki renna.
Übersetzung (deutsch)
Garmr bellt nun grässlich
vor der Gnipahöhle,
die Fesseln werden reißen,
und den Wolf befreien.
In der Grímnismál (deutsch: Grimnirs Lied), einem im 13. Jahrhundert niedergeschriebenen, frühem mündlich überlieferten Götterlied aus der isländischen Lieder-Edda, wird Garm in Strophe 44 als der „Beste aller Hunde“ beschrieben. In dieser Strophe listet Odin die Lebewesen und Dinge auf, die in der mythologischen Welt die besten sind, darunter den Baum Yggdrasil, den Asen Odin, das Pferd Sleipnir und zuletzt den Hund Garm. In Baldrs draumar, einem anderen Teil der Lieder-Edda, begegnet Odin auf seinem Weg in die Unterwelt in Niflheim einem blutverschmierten Hund, der ihn lange bellend verfolgt. Dieser Hund wird jedoch nicht mit Namen genannt und seine Identität mit Garm kann nicht belegt werden.

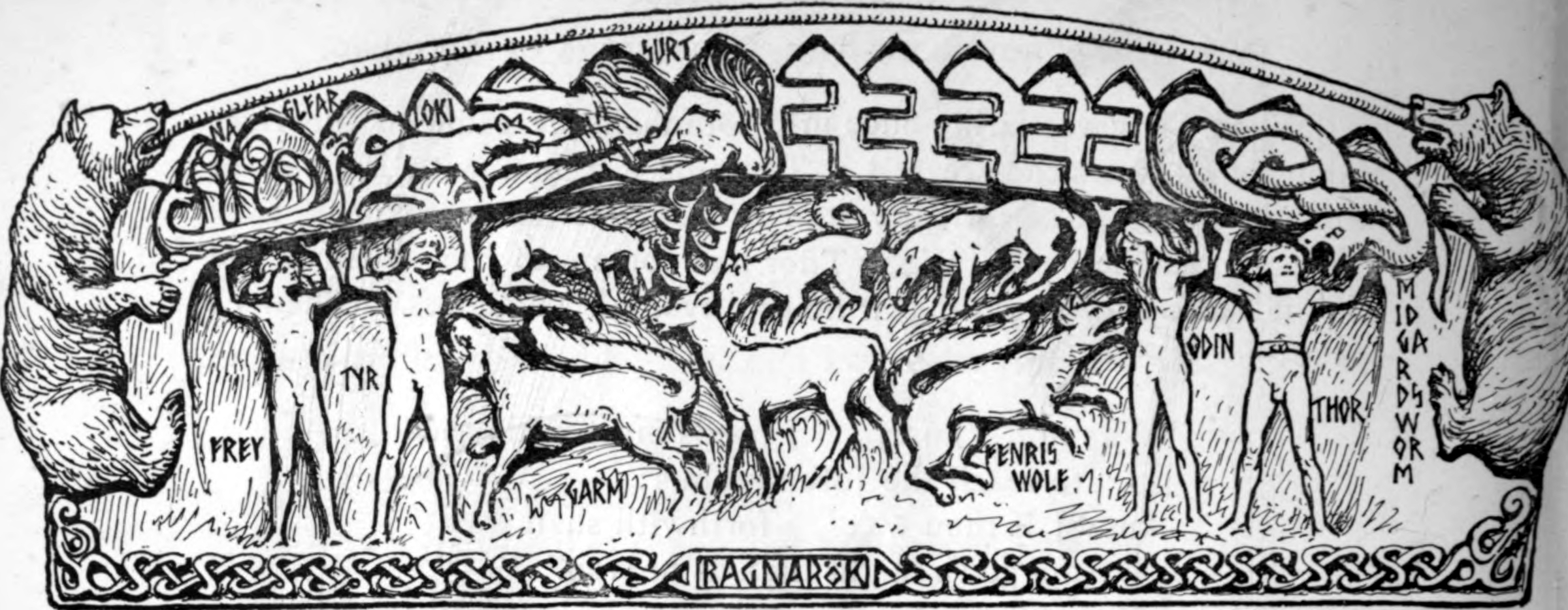
Ragnarök, der linke Wolf greift Tyr an, Buchillustration von W. G. Collingwood (1905)

In der Gylfaginning, dem zentralen Teil der Snorra-Edda, nennt Snorri Sturluson Garm „das größte Monster“ und teilt in seiner detaillierten Beschreibung am Weltende Ragnarök mit, dass Garm, der sich vor der Höhle Gnipahellir von seinen Fesseln gelöst hat, mit dem letzten Asen Tyr kämpft und beide den Tod finden. Die Fesseln weisen auf eine Identität mit Fenrir hin.
Der Name Garm taucht in der Gylfaginning noch ein weiteres Mal auf als Wolf Managarm (deutsch: Mondhund), oder auch als Hati Hroduittnisson, den Zerstörer des Mondes, der sich vom Fleisch der Toten ernährt und während des Weltuntergangs (Ragnarök) den Sitz der Götter mit Blut befleckt, als er mit seinem Bruder Skoll Sonne und Mond verschlingt. In einigen altnordischen Dichtungen gibt es weitere Kennings, die von der zerstörerischen Eigenschaft Garms berichten, so zum Beispiel die Kenning Garm des Holzes, die für Feuer steht.
In dem Gedicht Fjölsvinnsmál aus dem 13. Jahrhundert wird die schöne Burg Menglod von Hunden bewacht, die ebenfalls mit dem Begriff Garm bezeichnet werden. In anderen Gedichten wird geschildert, dass Garm nur mit einem Stück Brot von jemandem beruhigt werden kann, der bereits einem Armen Brot gegeben habe.

## Der Hund in anderen Mythologien
Das Motiv des Hundes, der die Unterwelt oder das Reich der Toten bewacht, kennen auch andere Mythologien. In der griechischen Mythologie gibt es einige mit Eigennamen belegte Hunde oder hundeähnliche Fabelwesen. Dem nordischen Garm entspricht Kerberos (auch Zerberus), ein zwei- oder mehrköpfiger Hund mit einem Drachen- oder Schlangenschwanz, der die Tore zur Unterwelt bewacht und die Seelen der Toten nur eintreten, aber niemals herauslässt.
In einer Sage der grönländischen Inuit taucht nach einer erfolglosen Robbenjagd ein Angakok zur Meeresgöttin Sedna auf den Meeresgrund, um sie um die Freilassung der Robben zu bitten. Auf dem Weg zu ihr muss zunächst das Reich der Toten durchquert werden, dann folgt ein Abgrund, der von einem großen Hund bewacht wird, und schließlich ein weiterer Abgrund, über den eine Brücke führt, die so schmal wie eine Messerklinge ist.
Die slawische Mythologie kennt Zorya oder Zarya, die Göttinnen der Dämmerung. Die Dämmerung des Morgens (Zorya Utrennyaya) öffnet der Sonne für ihre tägliche Wanderung über den Himmel das Tor, die der Abenddämmerung (Zorya Vechernyaya) schließt es nach deren Rückkehr abends wieder. In einer späten Fassung des Mythos kam eine weitere Zorya, die der Mitternacht, dazu. Diese drei Schwestern hatten die Aufgabe, einen am Sternbild Kleiner Bär angeketteten Hund zu bewachen, damit dieser sich nicht losreißt, da sonst das Ende der Welt bevorstünde.

## Neuzeitliche Rezeption
- Garm ist der Hund des Bauern Giles in J. R. R. Tolkiens Bauer Giles von Ham.[14]
- Das Lied Helvetes Hunden Garm der norwegischen Folk-Metal-Band Trollfest handelt von Garm, der Menschen frisst und dem es nach dem Blut von Christen dürstet.[15]
- In Walter Moers’ Roman Rumo & Die Wunder im Dunkeln findet sich neben anderen Anspielungen auf die Edda mit einem herrenlosen Hund, der den Professor Dr. Oztafan Kolibril längere Zeit auf der Reise nach Nebelheim verfolgt, auch eine Anspielung auf die Szene, in der Odin von einem nicht näher beschriebenen Hund (möglicherweise Garm) auf der Reise nach Niflheim verfolgt wird.
- In dem MMORPG Guild Wars 2 ist Garm der Tiergefährte Eirs, einer Waldläuferin, welche als Mitglied der Klinge des Schicksals eine wichtige Rolle in der persönlichen Geschichte des Spielers spielt.
- In dem Endzeitroman "Tagebuch der Apokalypse 4" von J. L. Bourne wird der militärische Roboter, den der Held findet, und der wie ein Hund aussieht und ihm ebenso folgt, GARMR abgekürzt (eigentlich G.A.R.M.R. für "Terminus Ground Assault, Reconnaissance & Mobilization Robot", aber im Roman durchgehend als GARMR bezeichnet).
- Im Spiel Hellblade: Senua’s Sacrifice muss die Hauptperson, Senua, Rätsel in einem großen Höhlengewölbe lösen. Immer wieder bemerkt man dabei, dass sie von einem großen Ungeheuer namens Garmr verfolgt wird, wenn sie durch Schatten laufen muss. Nur das Licht kann sie vor Garmr beschützen, da er sie dort nicht erreichen kann.
- Garm taucht auch im Spiel God of War Ragnarök auf und ist wichtiger Bestandteil der Handlung.
- Im PlayStation 2-Luftkampfspiel Ace Combat Zero wurde die Staffel des Spieler nach Garm benannt. Diese hat einen roten Kettenhund als Logo. Es wird davon ausgegangen, dass aufgrund der Sprachbarrieren aus dem Japanischen das "r" in Garm zu einem "l" wurde, da die Staffel im Spiel "GALM" heißt. Das Spiel enthält viele Elemente der Artus-Sage (Avalon, Morgan, Grabacr, Excalibur, Ritter der Tafelrunde).